# 본넬 (마이크로아키텍처)
본넬(Bonnell)은 인텔 아톰 프로세서에서 사용하는 CPU 마이크로아키텍처로, 주기당 최대 2개의 명령을 실행할 수 있다. 다른 많은 x86 마이크로프로세서와 마찬가지로 실행 전에 x86 명령어(CISC 명령어)를 더 간단한 내부 작업(때때로 마이크로 오퍼레이션이라고도 하며 사실상 RISC 스타일 명령어라고도 함)으로 변환한다. 대부분의 명령어는 변환 시 하나의 마이크로 오퍼레이션을 생성하며, 여러 마이크로 오퍼레이션을 생성하는 일반적인 프로그램에 사용되는 명령어의 약 4%가 있다. 둘 이상의 마이크로 오퍼레이션을 생성하는 명령의 수는 P6 및 넷버스트 마이크로아키텍처보다 훨씬 적다. 본넬 마이크로아키텍처에서 내부 마이크로 오퍼레이션은 ALU 연산과 관련하여 메모리 로드와 메모리 저장소를 모두 포함할 수 있으므로 x86 수준과 더 유사하고 이전 설계에서 사용된 마이크로 오퍼레이션보다 더 강력하다. 이는 두 개의 정수 ALU만으로 명령어 재정렬, 추측 실행 또는 레지스터 이름 변경 없이 비교적 우수한 성능을 가능하게 한다. 투기적 실행(speculative execution)이 없는 경우의 부작용은 멜트다운 및 스펙터에 대한 무취약성이다.
따라서 본넬 마이크로아키텍처는 와트당 성능 비율을 향상시키는 목적으로 P5 및 i486과 같은 이전 인텔 설계에 사용된 원리를 부분적으로 부활시켰다. 그러나 하이퍼스레딩은 일반적인 단일 스레드 종속성을 피함으로써 전체 파이프라인을 효율적으로 사용하는 쉬운(즉, 저전력) 방식으로 구현된다.

## 같이 보기
- 인텔 CPU 마이크로아키텍처 목록
- 인텔 아톰 마이크로프로세서 목록
- 인텔 틱톡